# Osmia phenax
Osmia phenax är en biart som beskrevs av Cockerell 1897. Osmia phenax ingår i släktet murarbin, och familjen buksamlarbin. Inga underarter finns listade i Catalogue of Life.